# Косевица
Косевица (понякога Косовица, на македонска литературна норма: Косевица) е село в Северна Македония, в община Каменица (Македонска Каменица).

## География
Селото е разположено в областта Осоговия.

## История
В края на XIX век Косевица е малко българско село в Малешевска каза на Османската империя. Според статистиката на Васил Кънчов („Македония. Етнография и статистика“) от 1900 година Косевица е населявано от 175 жители българи християни.
Цялото християнско население на селото е под върховенството на Българската екзархия. По данни на секретаря на екзархията Димитър Мишев („La Macédoine et sa Population Chrétienne“) в 1905 година в Косвица има 160 българи екзархисти.
Според преброяването от 2002 година селото има 240 жители.
| Националност | Всичко |
| македонци    | 238    |
| албанци      | 0      |
| турци        | 0      |
| роми         | 0      |
| власи        | 0      |
| сърби        | 2      |
| бошняци      | 0      |
| други        | 0      |

## Личности
Починали в Косевица
- Върбан Пенчев Гатев, български военен деец, подофицер, загинал през Междусъюзническа война[4]